# Kōgyo Tsukioka
Kōgyo Tsukioka (月岡 耕漁, Tsukioka Kōgyo), parfois appelé Kōgyo Sakamaki (坂巻 耕漁, Sakamaki Kōgyo), (né le 18 avril 1869 à Tokyo, mort le 25 février 1927) est un peintre japonais de ukiyo-e. Il est l'élève et le fils adopté de Tsukioka Yoshitoshi et étudie également avec Ogata Gekkō.